# Трубконосы
Трубконосы (лат. Murina) — род млекопитающих отряда рукокрылых.
Преимущественно тропическая группа: населяют Восточную, Юго-Восточную и Южную Азию, включая острова Зондского шельфа, а также Новую Гвинею и северо-восток Австралии. В области умеренно климата проникают два вида, они же представляют род в фауне России: сибирской трубконос (Murina hilgendorfi) на юге Сибири и Дальнего Востока и уссурийский трубконос (Murina ussuriensis) на юге Приморского края и острове Сахалин. Размеры мелкие и средние (в рамках семейства). Ушные раковины округлые, воронковидные, без складок; козелок длинный, узкий, прямой или слегка изогнутый. Крылья широкие, с притулёнными вершинами. Ноздри имеют вид коротких направленных в стороны трубочек (откуда и тривиальное название рода). Мех густой, всклокоченный, плохо намокает; у многих видов им покрыто не только тело, но верхние стороны конечностей вплоть до пальцев, верхняя часть хвостовой перепонки и ближняя к телу часть летательной перепонки.
Полёт медленный, порхающий, очень маневренный. Трубконосы способны летать в густых зарослях, между ветками или стеблями крупных трав. Хорошо бегают по земле; вероятно, по крайней мере некоторые виды часть пищи собирают с поверхности почвы или с опада. В распространении привязаны к лесам, на открытых местах практически не встречаются. У некоторых видов убежищами могут служить дупла, трещины за отставшей корой, пучки листьев, листовые пластинки (зеленые или сухие) крупных травянистых растений; сибирский трубконос часто использует подземные полости - в первую очередь для зимовок. Про образ жизни подавляющего большинства видов практически ничего не известно.
Из-за особенностей образа жизни, привязанности к лесам, вероятно - естественно невысокой плотности населения трубконосы оставались до конца XX века крайне плохо изученной группой. Применение современных молекулярно-генетических методов позволило лучше разобраться в их систематике; в результате число новых для науки видов в этом роде, открытых с начала XXI века больше, чем в каком-либо другом роде гладконосых летучих мышей.

## Виды
- Бронзовый трубконос (Murina aenea)[1]
- Аннамитский трубконос (Murina annamitica)
- Малый трубконос (Murina aurata)
- Черный трубконос (Murina beelzebub)
- Большой тайванский трубконос (Murina bicolor)
- Золотоволосый трубконос (Murina chrysochaetes)
- Серый трубконос (Murina feae)
- Круглоухий трубконос (Murina cyclotis)
- Южный малый трубконос (Murina eleryi)
- Флоресский трубконос (Murina florium)
- Маньчжурский трубконос (Murina fusca)
- Малый тайванский трубконос (Murina gracilis)
- Далатский трубконос (Murina harpioloides)
- Трубконос Харрисона Murina harrisoni
- Сибирский трубконос (Murina hilgendorfi)
- Трубконос Хаттона (Murina huttoni)
- Murina jaintiana
- Контумский трубконос (Murina kontumensis)
- Большой (белобрюхий) трубконос (Murina leucogaster)
- Murina loreliae
- Murina pluvialis
- Тайваньский трубконос (Murina puta)
- Murina recondita
- Золотистый трубконос (Murina rozendaali)
- Рюкюйский трубконос (Murina ryukyuana)
- Murina shuipuensis
- Малайзийский трубконос (Murina suilla)
- Цусимский трубконос (Murina tenebrosa) (вероятно, подвид M. ussuriensis)
- Кашмирский трубконос (Murina tubinaris)
- Уссурийский трубконос (Murina ussuriensis)
- Трубконос Уолстона (Murina walstoni)